# 林幸多郎
林 幸多郎（はやし こうたろう、2000年11月16日 - ）は、佐賀県嬉野市出身のプロサッカー選手。Jリーグ・FC町田ゼルビア所属。ポジションはディフェンダー（DF）。

## 略歴
サガン鳥栖のアカデミーで育成されたが、高校卒業後はトップチームへ昇格せず、明治大学へ進学。同大サッカー部では4年時に主将を務めた。2022年7月19日、同期の遠藤雅己と共に2023年シーズンからの横浜FC加入内定が発表された。
2023年3月4日、J1リーグ第3節の鹿島アントラーズ戦でプロデビューを飾った。
2024年1月6日、FC町田ゼルビアに完全移籍を発表。

## 人物
- プロサッカー選手と弁護士の二刀流を目指していることを明かしている[3]。

## 所属クラブ
- 嬉野FC（嬉野市立嬉野小学校）
- サガン鳥栖U-15（佐賀県立香楠中学校）
- サガン鳥栖U-18（佐賀県立佐賀北高等学校）
- 明治大学
- 2023年  横浜FC
- 2024年 -  FC町田ゼルビア

## 個人成績
| 国内大会個人成績 | 国内大会個人成績 | 国内大会個人成績 | 国内大会個人成績 | 国内大会個人成績 | 国内大会個人成績 | 国内大会個人成績 | 国内大会個人成績 | 国内大会個人成績 | 国内大会個人成績 | 国内大会個人成績 | 国内大会個人成績 |
| 年度             | クラブ           | 背番号           | リーグ           | リーグ戦         | リーグ戦         | リーグ杯         | リーグ杯         | オープン杯       | オープン杯       | 期間通算         | 期間通算         |
| 年度             | クラブ           | 背番号           | リーグ           | 出場             | 得点             | 出場             | 得点             | 出場             | 得点             | 出場             | 得点             |
| 日本             | 日本             | 日本             | 日本             | リーグ戦         | リーグ戦         | リーグ杯         | リーグ杯         | 天皇杯           | 天皇杯           | 期間通算         | 期間通算         |
| ---------------- | ---------------- | ---------------- | ---------------- | ---------------- | ---------------- | ---------------- | ---------------- | ---------------- | ---------------- | ---------------- | ---------------- |
| 2023             | 横浜FC           | 26               | J1               | 29               | 2                | 3                | 0                | 0                | 0                | 32               | 2                |
| 2024             | 町田             | 26               | J1               | 34               | 0                | 3                | 0                | 0                | 0                | 37               | 0                |
| 2025             | 町田             | 26               | J1               |                  |                  |                  |                  |                  |                  |                  |                  |
| 通算             | 日本             | 日本             | J1               | 63               | 2                | 6                | 0                | 0                | 0                | 69               | 2                |
| 総通算           | 総通算           | 総通算           | 総通算           | 63               | 2                | 6                | 0                | 0                | 0                | 69               | 2                |

出場歴
- Jリーグ初出場 - 2023年3月4日 J1第3節 鹿島アントラーズ戦 (ニッパツ三ツ沢球技場)
- Jリーグ初得点 - 2023年7月16日 J1第21節 サンフレッチェ広島戦 (エディオンスタジアム広島)